# Голович Пелагея Семенівна
Пелагея Семенівна Голович (нар. 8 березня 1914, Катаржине — пом. 21 червня 1997, Київ) — українська скульпторка; членкиня Спілки радянських художників України з 1945 року.

## Біографія
Народилася 23 лютого [8 березня] 1914 року в селі Катаржиному (нині Знам'янка Березівського району Одеської області, Україна). Членкиня ВКП(б) з 1943 року. У 1945 році закінчила Київський художній інститут, де навчалась зокрема у Макса Гельмана і Леоніда Шервуда.
Жила в Києві, в будинку на вулиці Панфіловців, № 42, квартира 1. Померла в Києві 21 червня 1997 року.

## Творчість
Працювала в галузі станкової і монументально-декоративної скульптури у стилі соцреалізму. Серед робіт:
- статуетка «Дівчинка на саночках» (1950);

портрети
- «Стахановець А. Ков'яренко» (1949)
- «Герой Соціалістичної Праці А. Шутяк» (1950);
- «Розвідник М. Кузнецов» (1954, у співавторстві);
- «Ленін» (1957);
- «Знатна доярка М. Габер» (1957);
- «Ткаля В. Дунаєвська» (1958);
- «І. Мічурін» (1965);
- «С. Кіров» (1966);
- «Партизан В. Квітницький» (1967, оргскло);
- «Авіаконструктор К. Беляєва» (1972, гіпс);

композиції
- «На полі бою» (1947, гіпс тонований; Лебединський художній музей);
- «Герой Радянського Союзу М. Щербаченко на полі бою» (1948);
- «Покоління пам'ятає» (1953);
- «Мати» (1954);
- «Прийом у піонери» (1955);
- «Будівельниця» (1960, гіпс тонований);
- «Молодий робітник» (1963);

монументи
- «За мир» (1960);
- «Вічна слава» (1962).

Брала участь у республіканських виставках з 1949 року. 